# Salon Vilpas Vikings
El Salon Vilpas Vikings es un equipo de baloncesto finlandés con sede en la ciudad de Salo (Finlandia), que compite en la Korisliiga. Disputa sus partidos en el Salohalli, con capacidad para 2500 espectadores.

## Posiciones en Liga
| Temporada | Nivel | Liga       | Pos. |
| --------- | ----- | ---------- | ---- |
| 2009–10   | 1     | Korisliiga | 11º  |
| 2010–11   | 1     | Korisliiga | 10th |
| 2011–12   | 1     | Korisliiga | 8º   |
| 2012–13   | 1     | Korisliiga | 8º   |
| 2013–14   | 1     | Korisliiga | 9º   |
| 2014–15   | 1     | Korisliiga | 10º  |
| 2015–16   | 1     | Korisliiga | 6º   |
| 2016–17   | 1     | Korisliiga | 2º   |
| 2017–18   | 1     | Korisliiga | 2º   |

## Palmarés
- Korisliiga (1): 2021
- 1 st Division

Subcampeón: 2009
- Copa de Finlandia (1): 2019

## Jugadores destacados
| - Titus Channer - Roope Ahonen - Olli Breilin - Ilpo Jalonen - Tuukka Kotti - Eero Lehtinen - Erkko Ojala - Joni Tuominen - Philip Dejworek - Faisal Abraham - Laurynas Inokaitis - Ramon Sendar - Vladimir Chepurnoy - Reda Bentebra - DeAngelo Alexander - Brian Alexander - Shawn Atupem - Lucas Barnes - Troy Barnies - Donta Bright - Adam Brown | - Greg Burston - Dwight Coleman - Aubrey Conerly - Adam Constantine - Cory Cooperwood - Amani Daanish - Damion Dantzler - Derrick Davis - Cedric Dixon - Nicchaeus Doaks - Darryl Dora - Ronald Douglas - Darren Duncan - Allen Durham - Sammy Emile - John Fields - David Godbold - Quennell Green - Junior Hairston - Marquis Hall - Lawrence Hamm | - Dijuan Harris - Joseph Harris - Paul Harrison - Robert Haskins - Emmanuel Holloway - Mike Housman - Elijah Ingram - Jacques Jones - Tim Kisner - Killian Larson - John McDonald - Tyler McGinn - Anthony McKinnon - Antonio McMillion - Preston Murphy - Nick Okorie - James Padgett - Rashaan Palmer - Renado Parker - Juan Pattillo - Marcus Relphorde | - Malik Story - Denver Tenbroek - Ronald Thompson - Jahmar Thorpe - Mikhail Torrance - William Walker - Theron Wilson - Curtis Wilson - Fabian Wilson - Jermaine Young - Eric Johnson - Charles Burgess - Erik Payne - Boakai Lalugba - Chukwuma Neboh - Fred Drains - Mikel Carras - Jaylon Brown |